# Trine Elvstrøm
Inge Trine Elvstrøm-Myralf (Maglegård, 6 de marzo de 1962) es una deportista danesa que compitió en vela en la clase Tornado. Es hija del regatista Paul Elvstrøm.
Ganó una medalla de bronce en el Campeonato Mundial de Tornado de 1985 y dos medallas de oro en el Campeonato Europeo de Tornado, en los años 1983 y 1984.
Participó en dos Juegos Olímpicos de Verano, en los años 1984 y 1988, ocupando el cuarto lugar en Los Ángeles 1984, en la clase Tornado.

## Palmarés internacional
| \| Campeonato Mundial \| Campeonato Mundial \| Campeonato Mundial \| Campeonato Mundial \| \| Año \| Lugar \| Medalla \| Clase \| \| ------------------ \| ------------------------ \| ------------------ \| ------------------ \| \| 1985 \| Travemünde (RFA) \| Medalla de bronce \| Tornado \| \| Campeonato Europeo \| \| \| \| \| Año \| Lugar \| Medalla \| Clase \| \| 1983 \| Skovshoved (Dinamarca) \| Medalla de oro \| Tornado \| \| 1984 \| Medemblik (Países Bajos) \| Medalla de oro \| Tornado \| |                          |                   |         |
| Campeonato Mundial |                          |                   |         |
| Año | Lugar                    | Medalla           | Clase   |
| 1985 | Travemünde (RFA)         | Medalla de bronce | Tornado |
| Campeonato Europeo |                          |                   |         |
| Año | Lugar                    | Medalla           | Clase   |
| 1983 | Skovshoved (Dinamarca)   | Medalla de oro    | Tornado |
| 1984 | Medemblik (Países Bajos) | Medalla de oro    | Tornado |